# Seraje
Seraje (nemško Serai) je naselje Statutarnega mesta Beljak na Koroškem v Avstriji.